# مارينورن
مارينورن (بالإنجليزية: Mährenhorn)‏ هو أحد جبال سلسلة جبال الألب أوري ويقع في كانتون برن في سويسرا. يحتل المرتبة رقم 241 في قائمة جبال سويسرا من حيث الارتفاع، إذ يبلغ ارتفاعه حوالي 2923 متر، بينما يبلغ ارتفاع نتوء الجبل 355 متر.